# 秘鲁草绳桥
秘鲁草绳桥，是印加帝国在过峡谷和河流时所建的一种简单吊索桥。由于印加人没有使用轮子的交通工具，该类型的桥梁仅限于行人和牲畜的通行。该桥梁是印加道路系统及印加工程创新的例子。2013年12月，秘鲁草绳桥入选联合国非遗名录。
在秘鲁印加帝国的古老克丘亚语中，克斯瓦（Queshua）意为“草绳”，恰卡（chaca）意为“桥”。因此克斯瓦恰卡桥即是一种用草绳做成的桥。该桥梁建在秘鲁南部库斯科省克维区阿普里马克河上，每年六月的第二个星期由当地四个土著居民社区的农民负责更新。
秘鲁文化部认为，秘鲁草绳桥是从西班牙殖民时期至今保留下来的文化传统，应该得到重视和保护。2010年起，秘鲁文化部申报秘鲁草绳桥为联合国教科文组织的非物质文化遗产。

## 來源
1. 1 2 3  . 新华网.   [2013年12月8日]. （原始内容存档于2013年12月22日）.